# Трновець (Неделище)
46°23′ пн. ш. 16°19′ сх. д. / 46.38° пн. ш. 16.31° сх. д.
Трновець (хорв. Trnovec) — населений пункт у Хорватії, в Меджимурській жупанії у складі громади Неделище.

## Населення
Населення за даними перепису 2011 року становило 390 осіб.
Динаміка чисельності населення поселення:

## Клімат
Середня річна температура становить 10,21 °C, середня максимальна — 24,72 °C, а середня мінімальна — -6,53 °C. Середня річна кількість опадів — 862 мм.
| Клімат поселення                              | Клімат поселення | Клімат поселення | Клімат поселення | Клімат поселення | Клімат поселення | Клімат поселення | Клімат поселення | Клімат поселення | Клімат поселення | Клімат поселення | Клімат поселення | Клімат поселення | Клімат поселення |
| Показник                                      | Січ.             | Лют.             | Бер.             | Квіт.            | Трав.            | Черв.            | Лип.             | Серп.            | Вер.             | Жовт.            | Лист.            | Груд.            |                  |
| Середній максимум, °C                         | 5,29             | 7,32             | 11,92            | 16,36            | 21,64            | 24,72            | 24,10            | 23,44            | 19,35            | 14,23            | 8,45             | 4,40             |                  |
| Середня температура, °C                       | −0,64            | 1,41             | 6,01             | 10,44            | 15,73            | 18,80            | 20,22            | 19,57            | 15,49            | 10,35            | 4,58             | 0,51             |                  |
| Середній мінімум, °C                          | −6,53            | −4,5             | 0,11             | 4,52             | 9,81             | 12,89            | 16,34            | 15,69            | 11,59            | 6,46             | 0,70             | −3,37            |                  |
| Норма опадів, мм                              | 41               | 44               | 58               | 68               | 73               | 99               | 90               | 92               | 83               | 79               | 77               | 58               |                  |
| Середньомісячна швидкість вітру, м/с          | 1.90             | 2.13             | 2.50             | 2.50             | 2.38             | 2.10             | 2.00             | 1.80             | 1.80             | 1.90             | 2.00             | 2.00             |                  |
| Середньомісячна сонячна радіація, кДж/м²·день | 4008             | 6773             | 10486            | 14862            | 18944            | 20828            | 21494            | 18656            | 13824            | 8606             | 4479             | 3228             |                  |
| --------------------------------------------- | ---------------- | ---------------- | ---------------- | ---------------- | ---------------- | ---------------- | ---------------- | ---------------- | ---------------- | ---------------- | ---------------- | ---------------- | ---------------- |
| Джерело:                                      |                  |                  |                  |                  |                  |                  |                  |                  |                  |                  |                  |                  |                  |